# Ich – Hana Hegerová
Ich – Hana Hegerová je druhé studiové album Hany Hegerové a první v německém jazyce. Album vyšlo roku 1967 v Německu. Je složené z 12 písní. Hudební aranžmá vytvořil orchestr Petera Thomase.

## Seznam skladeb
1. Meine Stadt 2:50
2. Ďaleká paseka 1:30
3. Student Mit Den Roten Ohren 2:52
4. Überall Such Ich Nach Dir 3:33
5. Scheen Wie Die Lavoni 1:50
6. That Lucky Old Sun 4:00
7. Wozu Ist Liebe Da 2:30
8. Ich Will Lachen, Ich Will Weinen 4:07
9. Die Andere 2:22
10. Sie Glaubt, Sie Liebt Ihn 2:52
11. Madonnen Auf Dem Karussell 2:32
12. Meine Jiddische Mamme 4:05